# Enrique Jurado Barrio
Enrique Jurado Barrio (Madrid, 15 de septiembre de 1882 - Montevideo, 30 de marzo de 1965) fue un militar español que luchó en la guerra civil española a favor de la II República Española. Originario de una familiar militar, había participado en la guerra de Marruecos, y por méritos de guerra fue ascendido a pesar de su oposición a este tipo de ascensos. 
Durante la Guerra tuvo el mando de varias unidades militares, alcanzando teniendo una importante actuación en el Frente del Centro durante las Batallas de Guadalajara y Brunete. En los últimos tiempos del conflicto estuvo al mando de la Dirección General de Defensa Especial contra Aeronaves (DECA) y del Grupo de Ejércitos Oriental, el cual dirigirá en sus últimos momentos durante la retirada de Cataluña. Una vez que pasó a Francia se negó a volver a la Zona centro y siguió en el país galo hasta que partió a Sudamérica, acabando en Uruguay hasta el final de sus días.

## Biografía

### Carrera militar
Descendiente de una familia de larga tradición militar, Enrique Jurado es una figura sobre la que siempre han faltado datos debido a la falta de su expediente militar a día de hoy. Ingresó en el Ejército en 1909, cursando sus estudios en la Academia de Artillería de Segovia entre 1911 y 1913. Fue destinado a África y llegó a participar en la guerra del Rif, y por méritos de guerra fue ascendido de capitán a Comandante, a pesar de su oposición a este tipo de ascensos. Con la llegada de la Segunda República, estos ascensos fueron anulados, y Jurado descendió al empleo de capitán por solicitud propia.

### Guerra civil española
En julio de 1936 era comandante de artillería con destino en Ceuta, aunque la sublevación le sorprendió en Madrid. Se dirige al Regimiento de artillería de Getafe, en donde fue apresado por los sublevados de la base durante unas horas, pero al cundir el desánimo entre ellos, consiguió salir del lugar en donde estaba arrestado y tomó el mando del regimiento. Organizó entonces un grupo de artillería con el que participó en la rendición de los cuarteles de Campamento, en la toma de Alcalá de Henares (20 de julio) y en la defensa del sector de Somosierra. El 13 de agosto de 1936 se le nombra jefe de una columna miliciana que desde Oropesa debe de actuar frente al Ejército de África. El 25 de agosto avanza y ocupa algunas poblaciones al sur de Oropesa. El 28 se enfrenta su columna al Ejército de África y es derrotado, debiendo retirarse de la zona. El 3 de septiembre de 1936 es nombrado jefe del sector de Somosierra en sustitución del general Carlos Bernal. El 25 de octubre de 1936 es ascendido a teniente coronel. El 31 de diciembre, al reorganizarse el Ejército del Centro, las tropas bajo su mando pasan a constituir la 1.ª División, quedando Jurado como jefe y situando su puesto de mando en Lozoyuela.
El 13 de marzo de 1937, ante el ataque de los italianos del CTV hacia Guadalajara, Jurado es nombrado jefe del recién creado IV Cuerpo de Ejército, que englobaba a las fuerzas republicanas que defendían el frente en la provincia de Guadalajara. Participa entonces en el contraataque republicano que derrota a los italianos. El 10 de abril de 1937 cesa en este puesto por enfermedad, siendo sustituido por el teniente coronel Arce. A finales de abril se le nombra jefe de la Operación Extremadura, plan consistente en cortar el territorio sublevado a la altura de Mérida hasta alcanzar la frontera portuguesa, y con el cual Largo Caballero estaba muy ilusionado. El plan se va retrasando, tanto por la oposición de Miaja a ceder fuerzas como por parte de los asesores soviéticos, que se niegan a ceder la aviación para ejecutar el plan. La caída del gobierno de Largo Caballero y la llegada de Negrín a la jefatura del Gobierno harán que se deseche totalmente la operación. El 28 de junio toma el mando del XVIII Cuerpo de Ejército, con el que participa en la batalla de Brunete. El 11 de julio, cuando el avance republicano ya ha llegado al límite de sus posibilidades, es sustituido por enfermedad por el teniente coronel Casado.

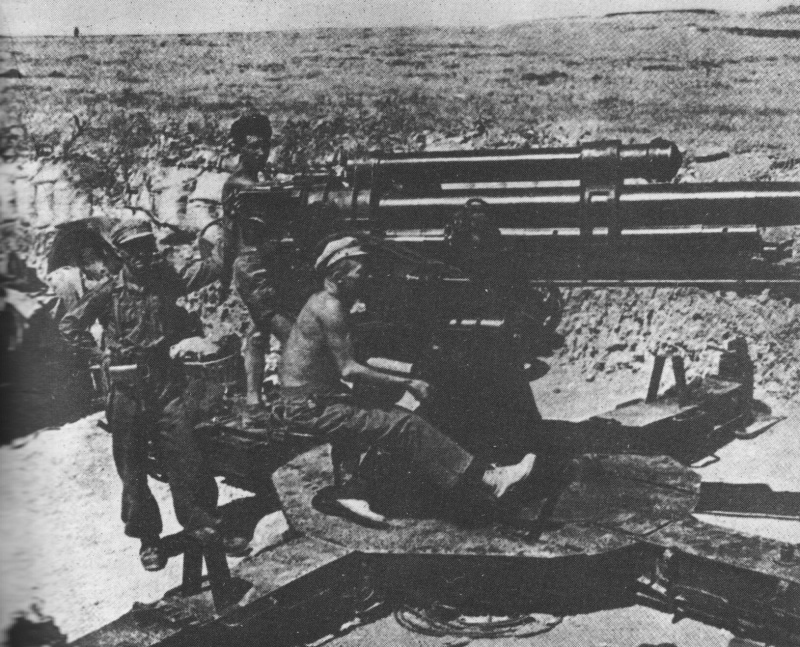
Artilleros republicanos manejando un Cañón antiaéreo durante la Batalla del Ebro. Por estas fechas Jurado ya era el responsable de la defensa antiarérea republicana.

Su siguiente puesto entre 1937 y 1939 será el de jefe de la Dirección General de Defensa Especial contra Aeronaves (DECA), mando donde ascenderá a coronel (22 de abril de 1938) y general (16 de agosto de 1938). Bajo su mando la DECA alcanza su madurez en toda la guerra, en tanto que es el momento donde mayor número de piezas antiaéreas logra reunir y cuya organización alcanzó un mayor nivel. El 27 de enero de 1939, en plena derrota republicana en Cataluña, y con Barcelona ya ocupada por los rebeldes, sustituye al general Juan Hernández Saravia al frente del Grupo de Ejércitos de la Región Oriental (GERO). Pero en estas condiciones no podrá organizar ningún tipo de defensa con el ejército republicano en retirada, por lo que se limita a evacuar de la manera más ordenada posible a las tropas republicanas. Con la caída de toda Cataluña debe pasar a Francia en febrero de 1939, donde permanecerá lo que queda de guerra y negándose a volver a la zona centro al considerar la guerra irremisiblemente perdida.

### Exilio
Una vez que haya finalizado la contienda se exiliará en distintos países, pasando a Francia (1939), Argentina (1940) y finalmente Uruguay, a donde llegó en diciembre de 1943. Allí pronto encontró trabajo como Jefe del Servicio de Catastro y Cartografía de Montevideo, dirigiendo equipos catastrales gubernamentales. En sus últimos años de vida estuvo organizando sus memorias, pero el 30 de marzo de 1965 falleció en Montevideo; Posteriormente, sus restos fueron trasladados a Madrid.